# Dagboek van een callgirl
Dagboek van een callgirl is een Nederlandse televisieserie uit 2015. De serie wordt uitgezonden door Net5, gaat over Anna die als Jolie een dubbelleven leidt als callgirl in Amsterdam en beschrijft hoe de wereld van een escort eruitziet. Op 26 maart 2015 keken bijna een half miljoen mensen naar de eerste dubbele aflevering. De opnames zijn vanaf 13 januari 2015 gestart. De serie is gebaseerd op The Intimate Adventures of a London Call Girl by Belle De Jour en op de Engelse serie Secret Diary of a Call Girl.

## Afleveringen
| Nr. | Titel                       | Regie              | Scenario     | Kijkcijfers | Uitzenddatum  |  |
| --- | --------------------------- | ------------------ | ------------ | ----------- | ------------- |  |
| 1 | Een dunne lijn              | Joris van den Berg | Marion Pauw  | 447.000     | 26 maart 2015 |  |
| 2 | Persoonlijke omstandigheden | Joris van den Berg | Anna Pauwels | 487.000     | 26 maart 2015 |  |
| 3 | Code Rood                   | Tessa Schram       | Anna Pauwels | 244.000     | 2 april 2015  |  |
| Een klant vraagt Anna of ze meesteres wil zijn. Omdat Anna geen ervaring heeft met SM, krijgt zij hulp van de professionele SM-Meesteres Sirona. Ondertussen vertelt Ben aan Anna dat hij gaat trouwen. |                             |                    |              |             |               |  |
| 4 | Normale mensen              | Janneke van Heesch | Marion Pauw  | 330.000     | 9 april 2015  |  |
| 5 | Optellen en Aftrekken       | Janneke van Heesch | Marion Pauw  | 174.000     | 16 april 2015 |  |
| Anna krijgt een aanvraag voor een kwartet. Het drietal mist nog een persoon en Ben overtuigt Anna dat hij de ideale vierde kandidaat is.                                                                |                             |                    |              |             |               |  |
| 6 | Zonde en Berouw             | Janneke van Heesch | Marion Pauw  | 267.000     | 23 april 2015 |  |
| De rijke Mitch wil Anna voor zichzelf en biedt haar een riant salaris aan en een mooi appartement. Claire ontdekt Anna's geheim.                                                                        |                             |                    |              |             |               |  |

## Rolverdeling
| Acteur                          | Personage                        | Opmerkingen               |
| ------------------------------- | -------------------------------- | ------------------------- |
| Sanne Langelaar                 | Anna Dekker                      | escortmeisje (ex van Ben) |
| Susan Visser                    | Stefanie Heemskerk               | eigenaresse escortbureau  |
| Matthijs van de Sande Bakhuyzen | Ben van Vleuten                  | beste vriend              |
| Guusje Eijbers                  | Ellen Dekker                     | moeder van Anna           |
| Laus Steenbeeke                 | Ton Dekker                       | vader van Anna            |
| Sophie van Oers                 | Claire Dekker                    | zus van Anna              |
| Mark van Eeuwen                 | Jonkheer Bernard van Loon Mackay |                           |